# Ezinne Okparaebo
Ezinne Okparaebo (Owerri, 3 marzo 1988) è una velocista norvegese di origine nigeriana.
In carriera può vantare una medaglia d'argento e una di bronzo sui 60 metri piani, conquistate rispettivamente agli Europei indoor di Torino 2009 e Parigi 2011.

## Record nazionali

### Seniores
- 60 metri piani indoor: 7"10 ( Praga, 8 marzo 2015)
- 100 metri piani: 11"10 ( Londra, 4 agosto 2012)
- 100 metri piani indoor: 11"42 ( Florø, 21 febbraio 2009)
- 200 metri piani: 23"30 ( Florø, 2 giugno 2012 -  Londra, 6 agosto 2012)
- Staffetta 4×100 metri: 43"94 ( Čeboksary, 20 giugno 2015) (Isabelle Pedersen, Ida Bakke Hansen, Elisabeth Slettum, Ezinne Okparaebo)

## Progressione

### 60 metri piani indoor
| Stagione | Tempo | Luogo      | Data      | Rank. Mond. |
| -------- | ----- | ---------- | --------- | ----------- |
| 2016     | 7"17  | Bærum      | 5-3-2016  | 21ª         |
| 2015     | 7"10  | Praga      | 8-3-2015  | 7ª          |
| 2014     | 7"18  | Karlsruhe  | 1-2-2014  | 20ª         |
| 2013     | 7"13  | Göteborg   | 2-3-2013  | 10ª         |
| 2012     | 7"17  | Birmingham | 18-2-2012 | 14ª         |
| 2011     | 7"17  | Karlsruhe  | 13-2-2011 | 10ª         |
| 2009     | 7"21  | Torino     | 8-3-2009  | 18ª         |
| 2008     | 7"34  | Valencia   | 7-3-2008  | 73ª         |
| 2007     | 7"33  | Birmingham | 3-3-2007  | 73ª         |
| 2006     | 7"49  | Bergen     | 4-2-2006  | 247ª        |
| 2005     | 7"72  | Stange     | 5-3-2005  | 796ª        |

### 100 metri piani

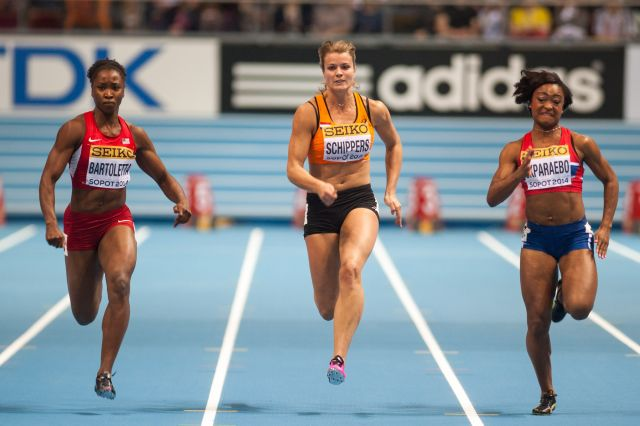
Ezinne Okparaebo (sulla destra) impegnata nei 60 m piani ai Mondiali indoor 2014.

| Stagione | Tempo | Luogo      | Data      | Rank. Mond. |
| -------- | ----- | ---------- | --------- | ----------- |
| 2016     | 11"27 | Birmingham | 5-6-2016  | 71ª         |
| 2015     | 11"12 | Pechino    | 23-8-2015 | 46ª         |
| 2014     | 11"24 | Zurigo     | 12-8-2014 | 61ª         |
| 2013     | 11"23 | Mosca      | 11-8-2013 | 46ª         |
| 2012     | 11"10 | Londra     | 4-8-2012  | 26ª         |
| 2011     | 11"21 | Taegu      | 28-8-2011 | 48ª         |
| 2010     | 11"23 | Barcellona | 29-7-2010 | 39ª         |
| 2009     | 11"29 | Oslo       | 3-7-2009  | 51ª         |
| 2008     | 11"32 | Pechino    | 16-8-2008 | 78ª         |
| 2007     | 11"45 | Hengelo    | 20-7-2007 | 145ª        |
| 2006     | 11"65 | Pechino    | 15-8-2006 | 289ª        |
| 2005     | 11"71 | Bergen     | 19-8-2005 | 376ª        |

### 200 metri piani
| Stagione | Tempo | Luogo        | Data      | Rank. Mond. |
| -------- | ----- | ------------ | --------- | ----------- |
| 2015     | 23"70 | Rieti        | 13-9-2015 |             |
| 2012     | 23"30 | Londra       | 6-8-2012  | 150ª        |
| 2012     | 23"30 | Florø        | 2-6-2012  | 150ª        |
| 2011     | 23"43 | Smirne       | 19-6-2011 | 161ª        |
| 2010     | 24"01 | Bergen       | 20-6-2010 | 487ª        |
| 2008     | 23"61 | Zurigo       | 29-8-2008 | 270ª        |
| 2007     | 23"99 | Göteborg     | 1-7-2007  | 476ª        |
| 2006     | 24"16 | Oslo         | 30-7-2006 | 599ª        |
| 2005     | 24"74 | Kristiansand | 28-8-2005 | 1 294ª      |

## Palmarès

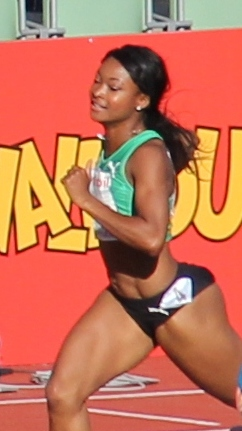
Ezinne Okparaebo durante i Bislett Games 2010

| Anno | Manifestazione    | Sede           | Evento      | Risultato        | Prestazione | Note                                   |
| ---- | ----------------- | -------------- | ----------- | ---------------- | ----------- | -------------------------------------- |
| 2006 | Mondiali juniores | Pechino        | 100 m piani | Semifinale       | 11"83       |                                        |
| 2006 | Mondiali juniores | Pechino        | 200 m piani | Batteria         | 24"43       |                                        |
| 2006 | Mondiali juniores | Pechino        | 4 × 100 m   | Batteria         | 45"46       | Miglior prestazione nazionale under 20 |
| 2007 | Europei juniores  | Hengelo        | 100 m piani | Oro              | 11"45       |                                        |
| 2008 | Mondiali indoor   | Valencia       | 60 m piani  | Semifinale       | 7"34        |                                        |
| 2008 | Giochi olimpici   | Pechino        | 100 m piani | Quarti di finale | 11"45       |                                        |
| 2009 | Europei indoor    | Torino         | 60 m piani  | Argento          | 7"21        | Miglior prestazione personale          |
| 2009 | Europei under 23  | Kaunas         | 100 m piani | 4ª               | 11"53       |                                        |
| 2009 | Mondiali          | Berlino        | 100 m piani | Quarti di finale | 11"44       |                                        |
| 2010 | Europei           | Barcellona     | 100 m piani | 4ª               | 11"23       | Record nazionale                       |
| 2010 | Europei           | Barcellona     | 4 × 100 m   | Batteria         | 44"96       |                                        |
| 2011 | Europei indoor    | Parigi         | 60 m piani  | Bronzo           | 7"20        |                                        |
| 2011 | Mondiali          | Taegu          | 100 m piani | Semifinale       | 11"48       |                                        |
| 2012 | Europei           | Helsinki       | 100 m piani | 4ª               | 11"39       |                                        |
| 2012 | Giochi olimpici   | Londra         | 100 m piani | Semifinale       | 11"10       | Record nazionale                       |
| 2012 | Giochi olimpici   | Londra         | 200 m piani | Batteria         | 23"30       | Record nazionale                       |
| 2013 | Europei indoor    | Göteborg       | 60 m piani  | 6ª               | 7"16        |                                        |
| 2013 | Mondiali          | Mosca          | 100 m piani | Semifinale       | 11"41       |                                        |
| 2014 | Mondiali indoor   | Sopot          | 60 m piani  | Semifinale       | 7"19        |                                        |
| 2014 | Europei           | Zurigo         | 100 m piani | Semifinale       | 11"46       |                                        |
| 2014 | Europei           | Zurigo         | 4 × 100 m   | Batteria         | 44"29       | Record nazionale                       |
| 2015 | Europei indoor    | Praga          | 60 m piani  | 4ª               | 7"10        | Record nazionale                       |
| 2015 | Mondiali          | Pechino        | 100 m piani | Semifinale       | 11"19       |                                        |
| 2016 | Europei           | Amsterdam      | 100 m piani | Semifinale       | 11"44       |                                        |
| 2016 | Europei           | Amsterdam      | 4 × 100 m   | Batteria         | dnf         |                                        |
| 2016 | Giochi olimpici   | Rio de Janeiro | 100 m piani | Batteria         | 11"43       |                                        |
| 2018 | Mondiali indoor   | Birmingham     | 60 m piani  | Semifinale       | 7"19        |                                        |
| 2018 | Europei           | Berlino        | 100 m piani | Semifinale       | 11"37       |                                        |
| 2018 | Europei           | Berlino        | 200 m piani | Batteria         | 23"84       |                                        |
| 2019 | Europei indoor    | Glasgow        | 60 m piani  | Semifinale       | 7"32        |                                        |

## Campionati nazionali
- 11 volte campionessa nazionale dei 100 metri piani (2005, 2006, 2007, 2008, 2009, 2010, 2011, 2012, 2013, 2014, 2015)

## Altre competizioni internazionali
2010
- Argento agli Europei a squadre ( Bergen), 100 m piani - 11"30
- 5ª in Coppa continentale ( Spalato), 100 m piani - 11"37